# Saba Qamar
Saba Qamar Zaman (en ourdou : صبا قمر زمان, née le 5 avril 1984 à Lahore) est une actrice pakistanaise de cinéma et de télévision. Saba Qamar fait partie des actrices les plus connues et les mieux payées du Pakistan, et a reçu plusieurs prix, dont les Lux Style Awards (en), les Hum Awards (en), ainsi qu'une nomination aux Filmfare Award.
Saba Qamar a fait ses débuts avec un rôle dans la série télévisée Main Aurat Hoon (2005). Au niveau international, sa prestation dans la comédie dramatique Hindi Medium (2017) a été saluée par une nomination pour le titre de meilleure actrice des Filmfare Awards, d'autant que Hindi Medium est l'un des plus gros succès du cinéma indien.